# 萨尔特河
萨尔特河（法語：Sarthe，法語發音：[saʁt] ⓘ）位于法国西部，发源于奥恩省索利尼拉特拉普，于昂热与马耶讷河汇流形成曼恩河。
萨尔特河流经的主要城镇有：萨尔特河畔勒梅勒、阿朗松、萨尔特河畔弗雷奈、萨尔特河畔博蒙、勒芒、萨尔特河畔萨布莱、萨尔特河畔新堡、蒂耶尔塞和昂热。